# XLI народно събрание
Четиридесет и първото народно събрание (XLI НС) е обикновено народно събрание на България, което е сформирано според резултатите от парламентарните избори, проведени на 5 юли 2009 г.
Първото му заседание е на 14 юли и е открито от най-възрастния депутат - Андрей Пантев от БСП (на 70 години).
Народното събрание избира правителство с мандат на политическа партия ГЕРБ.
За периода от 14 юли 2009 г. до 11 март 2013 г. Народното събрание е приело 554 закона, 568 решения и 12 обръщения и декларации. Проведени са 487 заседания, от които 35 извънредни. Народното събрание отхвърля четири вота на недоверие и потвърждава един вот на доверие към правителството.

## Парламентарни групи
Парламентарни групи в XLI НС в началото на работата му:
| Парламентарни групи              | Гласове   | Проценти | Пропорционални мандати | Мажоритарни мандати | Общо мандати |
| -------------------------------- | --------- | -------- | ---------------------- | ------------------- | ------------ |
| ГЕРБ                             | 1 678 641 | 39,72%   | 91                     | 26                  | 117 *        |
| Коалиция за България             | 748 147   | 17,70%   | 40                     | 0                   | 40           |
| Движение за права и свободи      | 610 521   | 14,45%   | 32                     | 5                   | 37 *         |
| Атака                            | 395 733   | 9,36%    | 21                     | 0                   | 21           |
| Синята коалиция                  | 285 662   | 6,76%    | 15                     | 0                   | 15           |
| Ред, законност и справедливост** | 174 582   | 4,13%    | 10                     | 0                   | 10           |
| Общо:                            | 3 893 286 | 92,12%   | 209                    | 31                  | 240          |

- Първоначалният брой депутати за ГЕРБ и ДПС е респективно 116 и 38, но след касиране на 18 358 гласа от гласоподавателни секции в Турция от ЦИК на 16 февруари 2010 ГЕРБ получава един мандат повече, а ДПС губи един мандат.[4][5]
  - Групата на РЗС просъществува до 9 декември 2009.[6]

### Пренасочване на държавни субсидии от независимите депутати
Според правилника на това народно събрание, депутат напуснал групата си или депутат, чиято група се е разпаднала, не може да се присъедини към друга парламентарна група и остава независим. Въпреки това депутатите могат да пренасочат частта от държавната субсидия, която се получава от партиите за всеки депутат към друга партия. Така 18 от независимите депутати, влезли в парламента от листите на Атака, РЗС, Синята коалиция и ДПС, насочват субсидията, която се полага на партия за тях, към ГЕРБ, а един – Камен Петков – към Коалиция за България. На 8 февруари 2012 г. Парламентарната комисия за борба с корупцията и конфликтите на интереси и парламентарна етика пита ГЕРБ и БСП дали са плащали на независими депутати от субсидиите. Лидерът на ДСБ Иван Костов казва, че Сметната палата е отказала да му отговори дали е законно пренасочването на субсидия към депутати.

## Ръководство
| Длъжност              | Народен представител | Парламентарна група            |
| --------------------- | -------------------- | ------------------------------ |
| Председател           | Цецка Цачева         | ГЕРБ                           |
| Заместник-председател | Менда Стоянова       | ГЕРБ                           |
| Заместник-председател | Георги Пирински      | БСП                            |
| Заместник-председател | Христо Бисеров       | ДПС                            |
| Заместник-председател | Павел Шопов          | Атака                          |
| Заместник-председател | Екатерина Михайлова  | Синя коалиция                  |
| Заместник-председател | Атанас Семов 2009    | Ред, законност и справедливост |

## Парламентарни комисии
Броят на комисиите в XLI НС е 17. Всеки депутат има възможност да участва в най-много две парламентарни комисии, като за дейността си в тях получава допълнително възнаграждение към основната заплата.
- Комисия по икономическата политика, енергетика и туризъм – 26 народни представители Членове Архив на оригинала от 2011-08-05 в Wayback Machine.
- Комисия по бюджет и финанси – 26 народни представители Членове Архив на оригинала от 2011-08-05 в Wayback Machine.
- Комисия по правни въпроси – 26 народни представители Членове
- Комисия по регионална политика и местно самоуправление – 22 народни представители Членове Архив на оригинала от 2011-08-05 в Wayback Machine.
- Комисия по външна политика и отбрана – 22 народни представители Членове Архив на оригинала от 2011-08-05 в Wayback Machine.
- Комисия по вътрешна сигурност и обществен ред – 22 народни представители Членове
- Комисия по земеделието и горите – 21 народни представители Членове
- Комисия по труда и социалната политика – 20 народни представители Членове
- Комисия по образованието, науката и въпросите на децата, младежта и спорта – 20 народни представители Членове
- Комисия по здравеопазването – 20 народни представители Членове Архив на оригинала от 2011-08-05 в Wayback Machine.
- Комисия по околната среда и водите – 20 народни представители Членове Архив на оригинала от 2011-08-05 в Wayback Machine.
- Комисия по транспорт, информационни технологии и съобщения – 20 народни представители Членове Архив на оригинала от 2011-08-05 в Wayback Machine.
- Комисия по културата, гражданското общество и медиите – 18 народни представители Членове Архив на оригинала от 2011-08-05 в Wayback Machine.
- Комисия по правата на човека, вероизповеданията, жалбите и петициите на гражданите – 18 народни представители Членове Архив на оригинала от 2011-08-05 в Wayback Machine.
- Комисия за борба с корупцията и конфликт на интереси и парламентарна етика – 5 народни представители Членове Архив на оригинала от 2011-08-05 в Wayback Machine.
- Комисия за контрол на Държавна агенция „Национална сигурност“ – 6 народни представители Членове Архив на оригинала от 2011-08-05 в Wayback Machine.
- Комисия по европейските въпроси и контрол на европейските фондове – 18 народни представители Членове Архив на оригинала от 2011-08-05 в Wayback Machine.

## Парламентарни делегации
- Постоянна делегация на Народното събрание в Парламентарната асамблея на Съвета на Европа – 12 народни представители
- Постоянна делегация на Народното събрание в Парламентарната асамблея на Организацията за сигурност и сътрудничество в Европа – 10 народни представители
- Постоянна делегация на Народното събрание в Парламентарната асамблея на НАТО – 6 народни представители
- Постоянна делегация на Народното събрание в Интерпарламентарния съюз – 5 народни представители
- Постоянна делегация на Народното събрание в Парламентарната асамблея на Черноморското икономическо сътрудничество – 5 народни представители
- Постоянна делегация на Народното събрание в Парламентарното измерение на Централноевропейската инициатива – 4 народни представители
- Постоянна делегация на Народното събрание в Евросредиземноморската парламетарна асамблея – 3 народни представители
- Постоянна делегация на Народното събрание в Парламентарната асамблея на франкофонията – 4 народни представители
- Постоянна делегация на Народното събрание в Интерпарламентарната асамблея по православие – 5 народни представители
- Постоянна делегация на Народното събрание в Асамблеята на Европейската сигурност и отбрана / Асамблеята на Западноевропейския съюз – 12 народни представители

## Разпускане
Във връзка с антимонополните протести и върнатите мандати за съставяне на правителство от трите водещи партии в народното събрание – ГЕРБ, БСП и ДПС, президентът Росен Плевнелиев разпуска Народното събрание на 15 март 2013 г.